# Fire Emblem
Fire Emblem (яп. ファイアーエムブレム Файа: Эмубурэму, «Знак огня») — японская серия пошаговых тактических ролевых игр, разработанная Intelligent Systems и издаваемая Nintendo. Игры серии выходили эксклюзивно на платформах Nintendo: Famicom, SNES, Game Boy Advance, GameCube, Nintendo DS, Wii, Nintendo 3DS и Nintendo Switch. На данный момент серия состоит из 16 основных игр и 4 спин-оффов. По мотивам серии выпущена OVA в 1995 году, коллекционные карточные игры, фигурки персонажей.
Большая часть игр была издана эксклюзивно в Японии. Седьмая игра в серии, Fire Emblem: Rekka no Ken была издана в 2003 году по всему миру под названием Fire Emblem. Последующие игры серии, за исключением Fire Emblem: Shin Monshō no Nazo, также были выпущены по всему миру.
Fire Emblem: Awakening получила премию «Тактическая игра года» (2013) от портала «Игромания.ру».
Fire Emblem: Three Houses получила премии «Стратегия года» и «Голос игроков» на церемонии The Game Awards в 2019 году.

## Игровой процесс
- Все бои проводятся на карте, разделенной на клетки. Ходы игрока и врага чередуются; во время своего хода каждый персонаж может переместиться и, при желании, атаковать врага, вылечить союзника или совершить другое действие (например, открыть дверь или сундук).
- Все юниты игрока — уникальные персонажи со своей личностью, историей и геймплейными особенностями (класс, владение тем или иным оружием, характеристики, возможность открывать двери без ключа).
- В случае смерти персонажа нельзя воскресить. Исключением из правила является посох Валькирия из Genealogy of the Holy War и казуальный режим, появившийся в последних частях серии, когда поверженные персонажи возвращаются после боя.
- Персонажи могут обмениваться между собой вещами при нахождении рядом, спасать (забирая к себе), некоторые могут разговором поддержать друг друга. В последних играх серии наличие союзника на соседней клетке может дать бонусы к характеристикам в бою.
- Сражаясь вместе, персонажи укрепляют отношения, благодаря чему могут открыться дополнительные диалоги между ними (supports). Открытие финального диалога между двумя персонажами может повлиять на их судьбу в эпилоге игры.
- Оружие имеет определённое количество единиц прочности, они тратятся с каждым ударом. Когда единицы прочности заканчиваются, оружие ломается.
- Использование местности влияет на параметры: в крепости, горах и лесу повышается защита и шанс уклонения, но снижается проходимость. В крепостях также восстанавливается здоровье в начале каждого хода.
- В большинстве игр серии действует нетранзитивный принцип треугольника:
  - Мечи лучше топоров, топоры лучше копий, копья лучше мечей. В Fates эта система была дополнена включением в треугольник стрелкового оружия.
  - Светлая магия сильнее тёмной, тёмная сильнее стихийной, стихийная (лат. anima) сильнее светлой.

## Игры
| №  | Японское название                                         | Английское название                                                 | Релиз                                             | Платформа             | Описание |
| -- | --------------------------------------------------------- | ------------------------------------------------------------------- | ------------------------------------------------- | --------------------- | --- |
| 1  | Fire Emblem: Ankoku Ryū to Hikari no Ken                  | Fire Emblem: Shadow Dragons and the Blade of Light                  | 20 апреля 1990 PAL 4 декабря 2020                 | NES, Switch           | Первая игра серии. В 2020 году была официально переведена на английский и выпущена на Nintendo Switch в честь 30-летия серии. |
| 2  | Fire Emblem Gaiden                                        | Fire Emblem Gaiden                                                  | 14 марта 1992                                     | NES                   | Дополнительная история к первой части, происходящая на другом континенте. |
| 3  | Fire Emblem: Monshō no Nazo                               | Fire Emblem: Mystery of the Emblem                                  | 21 января 1994                                    | SNES, Virtual Console | Расширенный ремейк и сиквел Ankoku Ryū to Hikari no Ken. Был адаптирован для двух OVA Fire Emblem: Mystery of the Emblem. В декабре 2006-го опубликована в Wii Virtual Console для Японии.                                            |
| 4  | Fire Emblem: Seisen no Keifu                              | Fire Emblem: Genealogy of Holy War                                  | 14 мая 1996                                       | SNES, Virtual Console | Отличный от стандартного геймплей. Первая игра в новой вселенной. В январе 2007-го опубликована в Wii Virtual Console для Японии. |
| —  | BS Fire Emblem: Akaneia Senki                             | BS Fire Emblem: Record of Akaneia Wars                              | Сентябрь 1997                                     | SNES Satellaview      | Приквел к Ankoku Ryū to Hikari no Ken / Monshō no Nazo, разделённая на четыре главы. Распространялась через Satellaview в 1997 и 1999.                                                                                                |
| 5  | Fire Emblem: Torakia 776                                  | Fire Emblem: Thracia 776                                            | 1 сентября 1999                                   | SNES, Virtual Console | Дополнительная история к Seisen no Keifu, впервые выпущенная через сервис Nintendo Power (загрузка данных в картриджи). Обычная ROM-версия выпущена в 2000 году.                                                                      |
| 6  | Fire Emblem: Fūin no Tsurugi                              | Fire Emblem: The Binding Blade                                      | 29 марта 2002                                     | GBA                   | Первая игра на портативной консоли, также первая игра, над которой не работал Сёдзо Кага. |
| 7  | Fire Emblem: Rekka no Ken                                 | Fire Emblem                                                         | 25 апреля 2003 3 ноября 2003 PAL 16 июля 2004     | GBA                   | Первая часть, выпущенная вне Японии. Приквел к Fūin no Tsurugi. |
| 8  | Fire Emblem: Seima no Kōseki                              | Fire Emblem: The Sacred Stones                                      | 7 октября 2004 23 мая 2005 PAL 4 ноября 2005      | GBA                   | Включает несколько геймплейных элементов, не использовавшихся с Fire Emblem Gaiden, таких как возможность путешествовать по миру между миссиями и сражения с монстрами.                                                               |
| 9  | Fire Emblem: Sōen no Kiseki                               | Fire Emblem: Path of Radiance                                       | 20 апреля 2005 17 октября 2005 PAL 4 ноября 2005  | GCN                   | Первая игра с трёхмерной графикой и full motion video. |
| 10 | Fire Emblem: Akatsuki no Megami                           | Fire Emblem: Radiant Dawn                                           | 22 февраля 2007 11 ноября 2007 PAL 14 марта 2008  | Wii                   | Сиквел Path of Radiance. |
| 11 | Fire Emblem: Shin Ankoku Ryū to Hikari no Ken             | Fire Emblem: Shadow Dragon                                          | 7 августа 2008 16 февраля 2009 PAL 5 декабря 2008 | DS                    | Второй расширенный ремейк Fire Emblem: Ankoku Ryū to Hikari no Ken. Первая игра серии с онлайновыми возможностями. |
| 12 | Fire Emblem: Shin Monshō no Nazo ~Hikari to Kage no Eiyū~ | Fire Emblem: New Mystery of the Emblem ~Heroes of Light and Shadow~ | 15 июля 2010                                      | DS                    | Расширенный ремейк Monshō no Nazo. Без компании из Fire Emblem: Ankoku Ryū to Hikari no Ken. Единственная игра после Rekka no Ken, которая не была переведена на английский.                                                          |
| 13 | Fire Emblem: Kakusei                                      | Fire Emblem: Awakening                                              | 19 апреля 2012 4 февраля 2013 PAL 19 апреля 2013  | 3DS                   | Новая часть со смешанной 2D и 3D графикой. Первая игра для 3DS, у которой будут DLC. Далёкое будущее мира из Fire Emblem: Ankoku Ryū to Hikari no Ken.                                                                                |
| 14 | Fire Emblem If                                            | Fire Emblem Fates                                                   | 25 июня 2015 19 февраля 2016 PAL 20 мая 2016      | 3DS                   | Вторая игра на 3DS, где главный герой должен выбрать сторону одного из двух воюющих государств или не выбирать вовсе. Фактически игра состоит из трёх независимых путей.                                                              |
| 15 | Fire Emblem Echoes: Shadows of Valentia                   | Fire Emblem Echoes: Shadows of Valentia                             | 20 апреля 2017 19 мая 2017 PAL 20 мая 2017        | 3DS                   | Ремейк Fire Emblem Gaiden, сохранивший многое от оригинала, но также добавивший новых персонажей и новый акт, который укреплял сюжетную связь игры с Fire Emblem: Awakening.                                                          |
| 16 | Fire Emblem Fuukasetsugetsu                               | Fire Emblem: Three Houses                                           | 26 июля 2019                                      | Switch                | |
| 17 | Fire Emblem: Engēji                                       | Fire Emblem: Engage                                                 | 20 января 2023                                    | Switch                | |
| —  | Fire Emblem Heroes                                        | Fire Emblem Heroes                                                  | 2 февраля 2017                                    | iOS, Android          | Спин-офф для смартфонов с героями из всех частей. |
| —  | Fire Emblem Musou                                         | Fire Emblem Warriors                                                | 28 сентября 2017 PAL 20 октября 2017              | Switch, 3DS           | Спин-офф с персонажами некоторых частей серии в жанре Hack and slash, подобный играм серии Dynasty Warriors. |
| —  | Genei Ibun Roku #FE                                       | Tokyo Mirage Sessions #FE                                           | 26 декабря 2015, 24 июня 2016 PAL 24 июня 2016    | Wii U, Switch         | Кроссовер с персонажами двух серий, Shin Megami Tensei и Fire Emblem. Геймплей близок к сериям SMT и Persona, но некоторые механики игры отсылают к серии Fire Emblem. Была переиздана на Switch в виде версии Encore 17 января 2020. |

Также планировалась игра для Nintendo 64, но проект закрыли.

### Официальные
- nintendo.co.jp/fe… (яп.) (англ.) — официальный сайт Fire Emblem

### Фанатские
- Фэндом Fire Emblem (англ.)
- Classic Gaming 101 — Fire Emblem (англ.)